# G. B. Samuelson
George Berthold „Bertie“ Samuelson (* 6. Juli 1889 in Southport; † 17. April 1947 in Great Barr) war ein britischer Filmproduzent und -regisseur.

## Leben und Wirken
Der Sohn polnisch-jüdischer Einwanderer besuchte bis zum 14. Lebensjahr die University School in Southport. Er hatte dann über mehrere Jahre hin verschiedene Jobs und betrieb schließlich ein Kino in Southport. 1910 gründete er einen Filmverleih, die Royal Film Society, mit der er im gleichen Jahr nach Birmingham umzog. Die Gewinne aus der Firma ermöglichten ihm 1913 die Gründung der Samuelson Film Manufacturing Company. Mit Will Barker produzierte er hier den Film Sixty Years a Queen, der ein finanzieller Erfolg wurde.
Mit den Erlösen aus diesem Film erwarb er Worton Hall in Isleworth und machte daraus ein Filmstudio. Hier drehte er mit dem Regisseur George Pearson und James Bragington als Sherlock Holmes den Film A Study in Scarlet. Es folgten The Great European War und Incidents of the Great European War. Mit dem Kameramann Sydney Blythe, den Autoren Roland Pertwee und Walter Summers und den Schauspielern Isobel Elsom, Owen Nares, Tom Reynolds, Campbell Gullan, Peggy Hyland und Lillian Hall-Davies schuf er sich einen Stamm von Mitarbeitern, mit denen er Filme drehte wie The Admirable Crichton, Hindle Wakes und Milestones – letztere gilt als Samuelsons Meisterwerk. Nach dem Weggang Pearsons arbeiteten Alexander Butler, Fred Paul, Rex Wilson und Albert Ward als Regisseure für ihn.
Mit H. H. Laurie und einer Truppe von Schauspielern und Technikern reiste er nach Hollywood und drehte dort 1919–20 Filme wie Love in the Wilderness, At the Mercy of Tiberius und The Ugly Duckling. Auf Grund des Niedergangs des Filmgeschäftes in dieser Zeit gründete er 1921 die Samuelson Transport Company. Im Folgejahr kehrte er mit der Gründung der British Super Films mit dem Partner William Jury zum Film zurück. Super Films produzierte drei Filme: Brown Sugar, If Four Walls Told und The Right to Strike. Noch im gleichen Jahr gründete Samuelson die Napoleon Films, die 1923 den Film A Royal Divorce produzierte.
Die meisten seiner Filme zwischen 1924 und 1928 entstanden bei den mit H. H. Laurie gegründeten Reciprocity Films. Finanzielle Misserfolge führten 1928 zur Übernahme seiner Filmproduktion durch die British Screen Productions 1928 und zu seinem persönlichen Bankrott 1929. Danach gelang es ihm nicht mehr, an seine Erfolge anzuknüpfen, und er arbeitete u. a. als Büroangestellter bei British Lion Films.
Samuelsons Bruder Julian Wylie wurde Produzent für Pantomimen, sein Bruder Lauri Wylie Theaterautor. Sein Sohn Sidney Samuelson wurde 1991 British Film Commissioner, sein Sohn David Samuelson Kameramann. Sydneys Sohn Peter Samuelson wurde wiederum Filmproduzent.

## Filmografie (Auswahl)
- 1914: A Study in Scarlet (Produzent)
- 1914: Christmas Day in the Workhouse (Produzent)
- 1916: The Valley of Fear (Produzent)
- 1920: The Night Riders (Produzent)
- 1928: Two Little Drummer Boys (Regie)